# 100 melhores romances da Modern Library
Os 100 melhores romances da Modern Library é uma lista dos melhores romances em língua inglesa do século XX como selecionados pela Modern Library, uma editora estadunidense de propriedade da Random House.

## Lista dos editores (Grandes Romances do Século XX)
No início de 2008, a Modern Library entrevistou seu conselho editorial para encontrar os 100 melhores romances do século XX. O conselho consistiu de Daniel J. Boorstin, A. S. Byatt, Christopher Cerf, Shelby Foote, Vartan Gregorian, Edmund Morris, John Richardson, Arthur M. Schlesinger Jr., William Styron e Gore Vidal.
Ulisses de James Joyce encabeçou a lista, seguido por O Grande Gatsby de F. Scott Fitzgerald e Retrato do Artista quando Jovem de Joyce. O romance mais recente na lista é Ironweed (1983) de William Kennedy, e o mais velho é Heart of Darkness de Joseph Conrad, que foi publicado pela primeira vez em 1899. Conrad tem quatro romances na lista, mais do que qualquer autor. William Faulkner, E. M. Forster, Henry James, James Joyce, D. H. Lawrence, e Evelyn Waugh cada um tem três romances. Há dez outros autores com dois romances.
O criticismo da lista da Modern Library se baseia a que não incluem romances suficientes por parte das mulheres, e que apenas uma mulher estava no conselho. No entanto, com dez livros escritos por mulheres, as proporções de gênero desta lista são quase as mesmas como nas listas similares, tais como Os 100 livros do século segundo Le Monde, que foi votada por 17,000 membros do público geral, e aparece na Bokklubben World Library dos 100 livros mais conceituados da história. Essas duas listas têm onze e doze livros, respectivamente, por autores do sexo feminino.
Outros criticam seu foco na América do Norte e Europa. Além disso, alguns afirmam que era um "chamariz de vendas", uma vez que a maior parte dos títulos da lista também são vendidos pela Modern Library. Outros notam que tanto a Modern Library e Random House EUA, a empresa-mãe, são empresas dos Estados Unidos. Os críticos têm argumentado que isto é responsável por uma visão muito estadunidense dos maiores romances. Acadêmicos britânicos, canadenses e australianos, e até mesmo a Random House Reino Unido, têm diferentes listas de "maiores romances".
A tabela a seguir mostra os dez melhores romances da lista dos editores:
| #  | Ano  | Título                          | Autor               |
| -- | ---- | ------------------------------- | ------------------- |
| 1  | 1922 | Ulisses                         | James Joyce         |
| 2  | 1925 | O Grande Gatsby                 | F. Scott Fitzgerald |
| 3  | 1916 | Retrato do Artista quando Jovem | James Joyce         |
| 4  | 1955 | Lolita                          | Vladimir Nabokov    |
| 5  | 1932 | Admirável Mundo Novo            | Aldous Huxley       |
| 6  | 1929 | O Som e a Fúria                 | William Faulkner    |
| 7  | 1961 | Catch-22                        | Joseph Heller       |
| 8  | 1940 | O Zero e o Infinito             | Arthur Koestler     |
| 9  | 1913 | Filhos e Amantes                | D. H. Lawrence      |
| 10 | 1939 | As Vinhas da Ira                | John Steinbeck      |

## Lista dos leitores (Grandes Romances do Século XX)
Uma Lista dos leitores dos 100 melhores romances foi publicada separadamente pela Modern Library em 1999. Em uma pesquisa não científica, mais de 200,000 eleitores auto-selecionados indicaram quatro dos dez melhores romances do século XX que foram escritos por Ayn Rand, incluindo os dois romances que estão no topo da lista. O escritor de ficção científica de Pulp e fundador da Cientologia, L. Ron Hubbard, tinha três romances no top dez. A Enquete do Leitor foi citada por Harry Binswanger, um associado de longa data de Rand e promotor de seu trabalho, como representante do "confronto entre o estabelecimento cultural e o povo estadunidense". Os jornalistas, como Kyrie O'Connor e Jesse Walker atribuíram as diferenças no topo da lista para os eleitores recheios, ou seguidores devotados, em vez de expressões exatas de ampla opinião pública.
Uma lista da Modern Library dos 100 melhores livros de não-ficção do século XX foi criada no mesmo ano.
Os dez melhores livros na lista dos leitores:
| #  | Ano     | Título                | Autor          |
| -- | ------- | --------------------- | -------------- |
| 1  | 1957    | Atlas Shrugged        | Ayn Rand       |
| 2  | 1943    | The Fountainhead      | Ayn Rand       |
| 3  | 1982    | Battlefield Earth     | L. Ron Hubbard |
| 4  | 1954–55 | O Senhor dos Anéis    | J.R.R. Tolkien |
| 5  | 1960    | To Kill a Mockingbird | Harper Lee     |
| 6  | 1949    | 1984                  | George Orwell  |
| 7  | 1938    | Anthem                | Ayn Rand       |
| 8  | 1936    | We the Living         | Ayn Rand       |
| 9  | 1985    | Mission Earth         | L. Ron Hubbard |
| 10 | 1940    | Fear                  | L. Ron Hubbard |